# Liste der Biografien/Meir
Liste der Biografien |
Portal Biografien |
Personensuche
# |
A |
B |
C |
D |
E |
F |
G |
H |
I |
J |
K |
L |
M |
N |
O |
P |
Q |
R |
S |
T |
U |
V |
W |
X |
Y |
Z |
?
 
Ma |
Mb |
Mc |
Md |
Me |
Mf |
Mg |
Mh |
Mi |
Mj |
Mk |
Ml |
Mm |
Mn |
Mo |
Mp |
Mq |
Mr |
Ms |
Mt |
Mu |
Mv |
Mw |
Mx |
My |
Mz
 
Mea–Mee |
Mef |
Meg |
Meh |
Mei |
Mej |
Mek |
Mel |
Mem |
Men |
Meo |
Mep |
Mer |
Mes |
Met |
Meu |
Mev |
Mew |
Mex |
Mey |
Mez
 
Meib |
Meic |
Meid |
Meie |
Meif |
Meig |
Meih |
Meij |
Meik |
Meil |
Meim |
Mein |
Meip |
Meir |
Meis |
Meit |
Meiu |
Meiw |
Meix |
Meiz
Die Liste der Biografien führt alle Personen auf, die in der deutschsprachigen Wikipedia einen Artikel haben. Dieses ist eine Teilliste mit 36 Einträgen von Personen, deren Namen mit den Buchstaben „Meir“ beginnt.

## Meir
- Me’ir bar Yo’el ha-Kohen († 1224), Stifter der Wormser Frauensynagoge
- Meir ben Isaak, Chasan/Kantor
- Meir ben Simon ha-Me’ili, französischer Halachist und Antikabbalist
- Meir ben Solomon Abi-Sahula, Rabbiner, Kabbalist, Talmudist und Autor
- Meir ha-Levi Abulafia († 1244), spanischer Talmudgelehrter und Kabbalist
- Meir von Rothenburg († 1293), Rabbiner und Talmudgelehrter
- Meir, Golda (1898–1978), israelische Politikerin und PremierministerinGolda Meir (1898–1978)

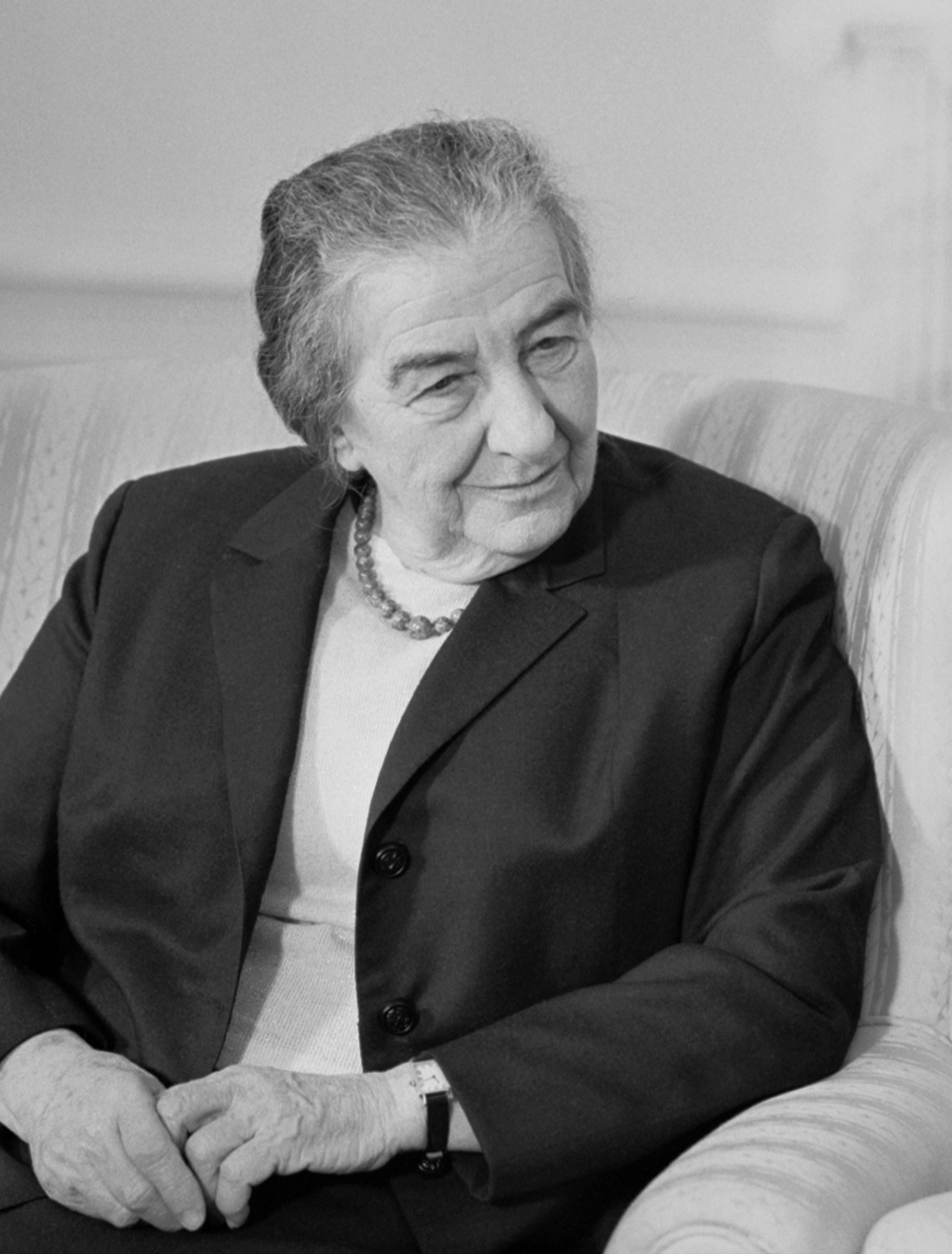
Golda Meir (1898–1978)

- Meir, Gottfried (1911–1970), SS-Untersturmführer
- Meir, Irit (1957–2018), israelische Linguistin
- Meir, Jessica (* 1977), US-amerikanisch-schwedische Astronautin
- Meir, Sharone (* 1965), israelischer Kameramann

### Meira
- Meira Naslausky, Marco César (* 1940), brasilianischer Diplomat
- Meira, Fernando (* 1978), portugiesischer Fußballspieler
- Meira, Raimundo Enes (1866–1946), portugiesischer Gouverneur und Politiker
- Meira, Tarcísio (1935–2021), brasilianischer Schauspieler
- Meira, Vítor (* 1977), brasilianischer Autorennfahrer
- Meirandres, Max (* 1993), deutscher Eishockeyspieler

### Meire
- Meire, Claudine (* 1947), französische Sprinterin
- Meiré, Mike (* 1964), deutscher Designer, Art Director, Künstler und Kurator
- Meireis, Torsten (* 1964), deutscher evangelischer Theologe und Hochschullehrer
- Meireles, Cecília (1901–1964), brasilianische Lyrikerin und Journalistin
- Meireles, Cildo (* 1948), brasilianischer Konzeptkünstler
- Meireles, Lucas Marcos (* 1995), brasilianischer Fußballspieler
- Meireles, Raul (* 1983), portugiesischer Fußballspieler
- Meirelles, Fernando (* 1955), brasilianischer FilmregisseurFernando Meirelles (* 1955)

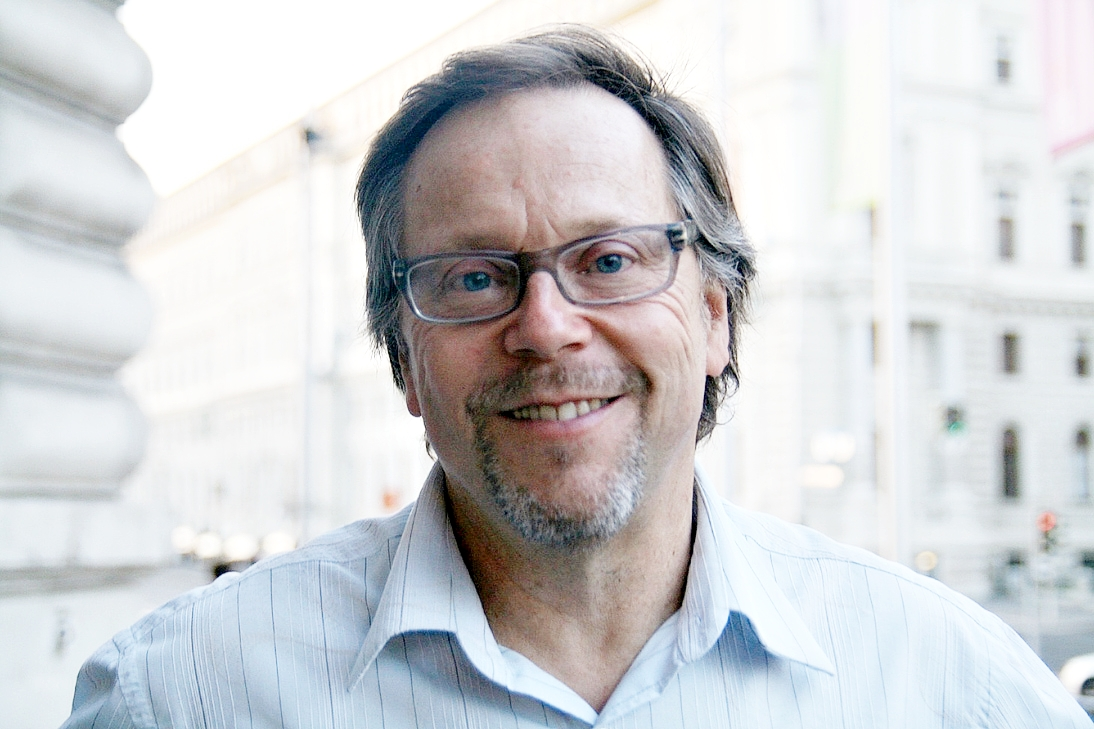
Fernando Meirelles (* 1955)

- Meirelles, Henrique (* 1945), brasilianischer Finanzpolitiker
- Meirelles, Victor (1832–1903), brasilianischer Maler

### Meirh
- Meirhaeghe, Filip (* 1971), belgischer Mountainbiker

### Meiri
- Meiri, Elias (* 1959), israelitischer Jazzpianist
- Meiritz, Annett (* 1982), deutsche Journalistin

### Meirl
- Meirlaen, Antoine (* 1948), belgischer Radrennfahrer

### Meiro
- Meirowsky, Emil (1876–1960), deutscher Dermatologe
- Meirowsky, Karl (1919–1980), deutscher Kunsthistoriker und Kabarettist
- Meirowsky, Katja (1920–2012), deutsche Malerin
- Meirowsky, Lisamaria (1904–1942), deutsche Dermatologin und Kinderärztin
- Meirowsky, Max (1866–1949), deutscher Industrieller und Kunstsammler